# Fred Rogers
Fred Rogers, celým jménem Fred McFeely Rogers (20. března 1928 Latrobe, Pensylvánie, USA – 27. února 2003 Pittsburgh, Pensylvánie, USA), byl americký televizní moderátor, televizní producent, spisovatel a presbytariánský kazatel. V průběhu své kariéry byl známý pod přezdívkou Mister Rogers (pan Rogers). Nejvíce se proslavil dětským televizním pořadem Mister Rogers' Neighborhood (1968–2001), který si získal velkou oblibu a byl vysílaný po dobu 33 let na Public Broadcasting Service (PBS). Rogers se díky tomuto pořadu stal ikonou pro svůj pozitivní vliv na rozvoj a dospívání dětí v USA.

## Život

### Dětství a vzdělání
Fred Rogers se narodil 20. března 1928 v Latrobe v Pensylvánii poblíž Pittsburghu. Jeho otec James Hillis Rogers byl úspěšným podnikatelem a matka Nancy Rogers se živila jako dobrovolnicí v místní nemocnici. Měl také jednoho sourozence, adoptovanou sestru Elaine. V dětství neměl mnoho přátel, byl šikanován často trpěl astmatickými záchvaty a byl velmi stydlivý. Této vlastnosti se zbavil až později při studiu střední školy v Latrobe. Poté strávil jeden rok na prestižní Dartmouth College než přešel na Rollins College, kde se věnoval studiu hudby.

### Kariéra v televizi
Fred Rogers zahájil svou kariéru v televizi v roce 1953, kdy začal pracovat na pořadech pro děti v pobočce stanice NBC v Pittsburghu. Stal se spoluautorem programu určeného pro děti The Children's Corne. Rogers pro tento program skládal hudbu a vytvářel loutky. V roce 1963 mu Canadian Broadcasting Corporation nabídla kontrakt na vytvoření dětského pořadu v Torontu. Tuto nabídku Rogers přijal a vymyslel pořad s názvem Misterogers, který běžel až do roku 1967.
Téhož roku si Rogers osvojil práva na tento pořad, odstěhoval se zpět do Pittsburghu a přejmenoval jej na Mister Rogers' Neighborhood. První epizoda byla vysílána roku 1968 a sledovanost postupně rostla. Svého vrcholu pak dosáhla v polovině 80. let. Natáčení poslední epizody proběhlo v prosinci roku 2000 a odvysílána byla 31. srpna 2001. Pořad byl zaměřen na pozitivní rozvoj dětí, nabízel jim odpovědi na složité otázky o emocích, vztazích a životních změnách. V pořadu se Rogers zabýval například rozvodem, nástupem do školy, narozením nového sourozence, smrtí v rodině či tehdy častým výskytem rasismu. Rogers proslul také svými rituály, jako bylo svlékání kabátu a obouvání pantoflí v úvodu pořadu při vstupu do studia. Tento pořad učinil z Freda Rogerse populární osobnost napříč generacemi amerických dětí a vysloužil mu přezdívku Mister Rogers.
Rogers byl také autorem písní a hudebním skladatelem. Své dovednosti využíval k vytváření písní určených dětem, které často zařazoval do jednotlivých epizod svého pořadu Mister Rogers' Neighborhood. Texty děti poučovaly o podstatných hodnotách jako je trpělivost, laskavost a porozumění. Jeho nejznámější písní je “Won’t You Be My Neighbor”.

### Osobní život
Při studiu na Floridě se Rogers seznámil s pianistkou Joanne Byrd. V roce 1952 se s ní oženil a měli spolu dva syny. Rogers se nikdy příliš nestaral o vydělávání peněz a společně s manželkou žili skromným životním stylem.
Rogers byl hluboce věřící člověk a měl silné křesťanské přesvědčení, které využíval k podpoře svých hodnot jako jsou laskavost, respekt a pochopení pro druhé. V průběhu svého života se zabýval i studiem jiných náboženství, konkrétně buddhismu a judaismu.
Rogers se po celý život vyhýbal pití alkoholu a kouření. Jeho velkým koníčkem bylo plavání, a proto každé ráno navštěvoval veřejný bazén v Pittsburghu. Ačkoliv v dětství trpěl nadváhou, po celou dospělost vážil 65 kilogramů. Byl barvoslepý.
Jeho vzdáleným příbuzným je americký herec Tom Hanks, který si Rogerse zahrál ve filmu Výjimeční přátelé (2019).

### Smrt
V říjnu 2002 byla Rogersovi diagnostikována rakovina slinivky břišní. Této nemoci podlehl 27. února 2003. Pohřeb byl soukromý a konal se v rodinném kruhu. Veřejného rozloučení s Fredem Rogersem, které proběhlo v květnu téhož roku, se účastnilo bezmála 3000 lidí.

## Ocenění a odkaz
Za svou dlouholetou kariéru získal mnoho ocenění včetně ceny Grammy a Prezidentské medaile svobody. Má také hvězdu na Hollywoodském chodníku slávy a svoji vlastní sochu v Pittsburghu. V jeho rodném městě Latrobe byl na jeho počest otevřen Fred Rogers Institute, které se zabývá podporou rozvoje dětí.
V roce 2018 o něm byl natočen dokument Won't You Be My Neighbor?, jenž se dočkal vřelého přijetí a vyhrál Independent Spirit Awards. O rok později vyšel film Výjimeční prátelé (2019), kde ho ztvárnil Tom Hanks, který za tuto roli získal nominaci na Zlatého glóba a Oscara.